# Серпц (гмина)
Серпц (пол. Sierpc) — сельская гмина (волость) в Польше, входит как административная единица в Серпецкий повет, Мазовецкое воеводство. Население — 7215 человек (на 2004 год).

## Демография
| Перепись                       | Всего   | Всего | Женщины | Женщины | Мужчины | Мужчины |
| ------------------------------ | ------- | ----- | ------- | ------- | ------- | ------- |
| Единицы                        | человек | %     | человек | %       | человек | %       |
| Население                      | 7215    | 100   | 3653    | 50,6    | 3562    | 49,4    |
| Плотность населения (чел./км²) | 48      | 48    | 24,3    | 24,3    | 23,7    | 23,7    |

## Сельские округа
1. Бяле-Блото
2. Бялоскуры
3. Бялышево
4. Бялышево-Товажиство
5. Бледзево
6. Бледзевко
7. Борково-Косцельне
8. Домбрувки
9. Дембово
10. Дзембаково
11. Голешин
12. Гожево
13. Гродково-Влуки
14. Гродково-Завише
15. Киселево
16. Крендково
17. Мешаки
18. Мещк
19. Милобендзын
20. Нове-Пястово
21. Новы-Суск
22. Осувка
23. Павлово
24. Пяски
25. Подвежбе
26. Рахоцин
27. Рыдзево
28. Судраги
29. Старе-Пястово
30. Студзенец
31. Суск
32. Сулоцин-Товажиство
33. Сулоцин-Теодоры
34. Щепанки
35. Важин-Кмецы
36. Важин-Скуры
37. Вернерово
38. Вильчогура
39. Жохово

## Соседние гмины
1. Гмина Гоздово
2. Гмина Мохово
3. Гмина Росцишево
4. Серпц
5. Гмина Скемпе
6. Гмина Щутово
7. Гмина Завидз